# Teletrébol
Teletrébol fue un sistema de juego interactivo por televisión, utilizado en España por Telecinco en 1993.

## Historia
El sistema es originario de Francia, donde era conocido como Quizako, y consistía en un mando a distancia con dos luces led —roja y verde— y cuatro botones: círculo azul (si), cuadrado rojo (no), triángulo blanco y estrella amarilla. La televisión pública francesa utilizó el Quizako desde 1992 hasta 1993, mientras que el grupo Fininvest se hizo en 1993 con los derechos del producto para Italia —donde se vendió como Quizzy— y España —Teletrébol, en Tele 5—. En España el aparato costaba 3575 pesetas (21 euros) y era comercializado por Conditec.
El Teletrébol funcionaba como un juego interactivo durante los programas y al final de los bloques publicitarios, donde el espectador debía responder correcta y rápidamente una serie de preguntas. Si al final de la tanda el concursante había sido el primero en responder, el aparato emitía un sonido musical —el «Himno a la alegría»— que indicaba la victoria, por lo que debía llamar a un número de tarificación adicional para dejar los datos y confirmar el premio obtenido: los dos más rápidos podían ganar un coche. El propio mando registraba en su memoria la hora, el día y el tiempo de respuesta para verificar el resultado. El objetivo final del sistema era obtener datos de los espectadores para mejorar la venta de los bloques publicitarios, y se incentivaba la participación con preguntas fáciles.
En general, el juego interactivo resultó un fracaso comercial y tuvo escaso recorrido. En España, Tele 5 eliminó el Teletrébol a finales de julio de 1993 y Conditec les reclamó daños y perjuicios por presunto incumplimiento de contrato. Además, un espectador llegó a denunciar al canal por no haber recibido el premio que había ganado en un primer momento: el tribunal falló a favor del demandante seis años después del concurso.
Teletrébol está considerado uno de los primeros ejemplos de televisión interactiva en España, junto con el Telepick de Televisión Española.